# Doc en courts
 (mai 2018).
Doc en courts est un festival international de courts métrages documentaires d'auteur qui se déroule à Lyon depuis 2001. Il est dirigé par Jacques Gerstenkorn, son fondateur, et il est co-organisé par l'Université Lumière-Lyon-II et l'Aquarium ciné-café.

## Histoire
Fondée en 2001 par Jacques Gerstenkorn, cette manifestation a été accueillie successivement par le Cinéma Opéra (2001, 2002, 2003), le CNP Terreaux (2004, 2005), le Comœdia (2006, 2007, 2008, 2009) puis, pour la première fois en 2010, au Musée des Moulages de l'Université Lumière-Lyon-II, puis de la 13e à la 16e édition sur le campus Porte des Alpes de l'Université Lumière-Lyon-II (Bron) et à l'École normale supérieure de Lyon pour la soirée de clôture. Depuis sa 17e édition, Doc en courts est revenu en ville et s'est installé dans le quartier de la Croix-Rousse, à l'Aquarium ciné-café.
Depuis la 12e édition, le palmarès est repris à Paris par la Bpi au Centre Georges Pompidou.

## L'organisation du festival
Le festival se déroule sur quatre journées, au cours desquelles une dizaine de courts métrages documentaires récents (pas plus de deux ans et d'une durée maximale de 40 minutes) sont en compétition.
Trois prix sont décernés à l'issue du festival :
- le Jury professionnel décerne un Grand prix ;
- le jury étudiant décerne le prix Graine de doc à un film de début de parcours ;
- le public décerne un Prix du Public.

## Soutiens
Le festival est proposé et organisé par l'association Doc en Courts/Génériques et le master Cinéma et audiovisuel de l'Université Lumière-Lyon-II, en partenariat avec l'Aquarium ciné-café.

## Palmarès

### Grand Prix
- 2001 : Sergei Loznitsa pour La Halte (Poloustanok)
- 2002 : Joële van Effenterre pour Lettre à ma mère
- 2003 : Jean-Claude Guiguet pour Métamorphose
- 2004 : Sergei Loznitsa pour La Fabrique
- 2005 : Lech Kowalski pour Diary of a married man
- 2006 : Emmanuel Gras pour Tweety Lovely Superstar
- 2007 : Hélène Abram pour J'étais la plus heureuse des mariées en tout cas ce jour-là
- 2008 : Patrick Prado pour Un secret bien gardé
- 2009 : Olivier Smolders pour Voyage autour de ma chambre
- 2010 : Arnaud des Pallières pour Diane Wellington
- 2011 : Audrey Espinasse pour La Nature des choses
- 2012 : Olivier Py pour Méditerranées
- 2013 : Inès Rabadán pour Karaoké domestique
- 2014 : Béatrice Plumet pour Les Immobiles
- 2015 : Pippo Delbono pour La Visite au château de Versailles
- 2016 : Maite Alberdi et Giedre Zickite pour Yo no soy de aqui (Je ne suis pas d'ici)
- 2017 : François Zabaleta pour La nuit appartient aux enfants
- 2018 : Ivete Lucas et Patrick Bresnan pour Skip Day

### Autres prix
Prix du montage :
- 2018 : Inga, Uffe Mulvad, Danemark

Mention Graine de doc :
- 2018 : Une autre rive, Anne Pictet, Suisse

Prix Graine de doc :
- 2018 : Vieille Femme à l'aiguille, Élodie Ferré, France